# ご飯パン
ご飯パン（ごはんパン）とは、小麦粉に炊いたご飯を加えて作るパン。

## 概要
米粉パンとは異なり、材料の調達が容易であるとともに、グルテン不要でよく膨らむ。
独立行政法人農業・食品産業技術総合研究機構でも試験を実施。
クックパッドにホームベーカリー用のレシピが多数掲載されている。『現代農業』2010年12月号に紹介記事掲載。
2017年、製造技術を開発したと発表した。